# Jacobus Sibrandi Mancadan

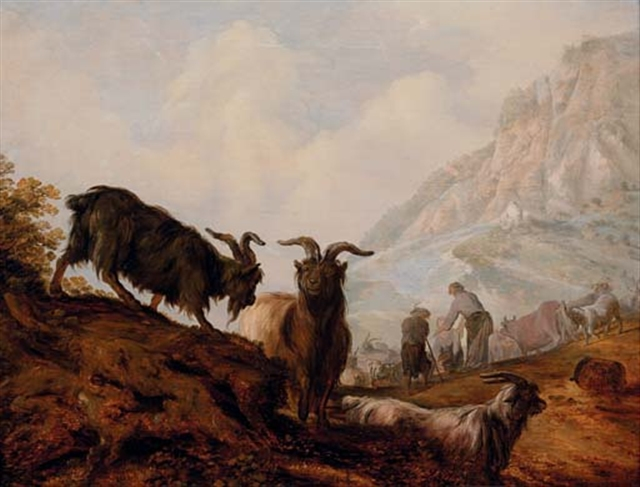
Pasterze i kozy w górskim krajobrazie

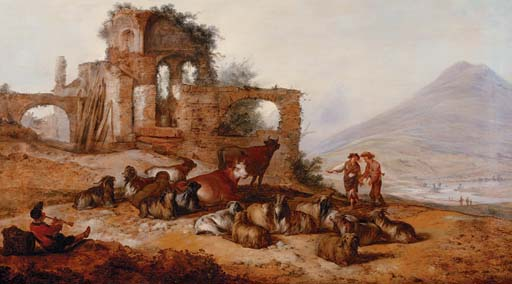
Landschaft mit Ruine, Herde und zwei Hirten

Jacobus Sibrandi Mancadan (ur. 1602 w Minnertsga, zm. 4 października 1680 w Tjerkgaast) – holenderski malarz i urzędnik państwowy; uważany jest za jednego z najlepszych malarzy pejzażystów, działających we Fryzji w XVII wieku.

## Życiorys
Był burmistrzem Franeker (1637–1639) i Leeuwarden (1645), jednak przede wszystkim był malarzem. Uczył się u Lamberta Jacobszoona i Mosesa van Uyttenbroecka. Karierę artystyczną rozpoczął prawdopodobnie w średnim wieku. W 1644 przeniósł się z Franeker do Leeuwarden, gdzie kupił dom, płacąc kilkoma swoimi obrazami. Po śmierci żony w 1669, zamieszkał ze swoją córką w Beetsterzwaag w zachodniej Fryzji.

## Twórczość
Malował dwa rodzaje pejzaży: włoskie i rodzime holenderskie. Fantastyczne pejzaże italianizujące, nasycone motywami arkadyjskimi, przedstawiały idylliczne sceny pasterskie z górami i ruinami w tle (Pejzaż górski z pasterzami).
Nie ma dowodów na to, że Mancadan kiedykolwiek odwiedzoł Włochy. Najwyraźniej inspirowały go wczesne pejzaże Salvatora Rosy lub prace współczesnych mu malarzy holenderskich – Cornelisa van Poelenburgha i Bartholomeusa Breenberga, którzy obaj spędzili kilka lat we Włoszech.
Drugą grupą były obrazy przedstawiące wieś fryzyjską (Pejzaż z piaszczystą drogą), lokalne pejzaże leśne i morskie oraz sceny rodzajowe, przedstawiające wydobywanie torfu – co było raczej rzadkim tematem w owym czasie, aczkolwiek istotnym w twórczości Mancadana, gdyż miał on częściowe udziały w torfowisku w południowo-wschodniej części Fryzji. W późniejszym okresie artysta zajmował się też malarstwem alegorycznym i mitologicznym.
Mancadan miał bardzo indywidualny styl. Jego postaci zawsze można rozpoznać po dziwnie krzywej postawie. W pejzażach stosował przytłumioną, stonowaną paletę brązów i zieleni, ożywianą jedynie okazjonalnym użyciem czerwieni w strojach pasterzy. Tylko kilka obrazów jest w pełni podpisanych; inne mają monogram, ale większość jest niesygnowana. Dzieła artysty mają w swoich zbiorach m.in. Fries Museum w Leeuwarden, Muzeum Bodego w Berlinie i Mauritshuis w Hadze.

## Galeria

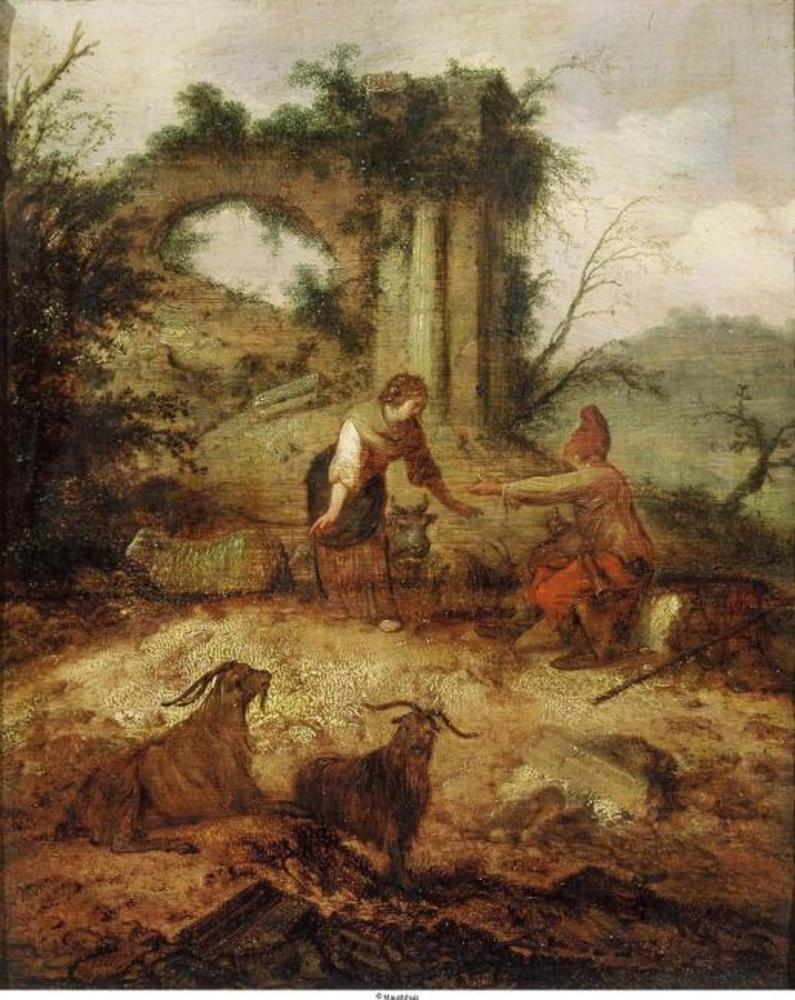
Zuidelijk landschap met herder en herderin bij een ruïne, ok. 1617–1680, Mauritshuis, Haga
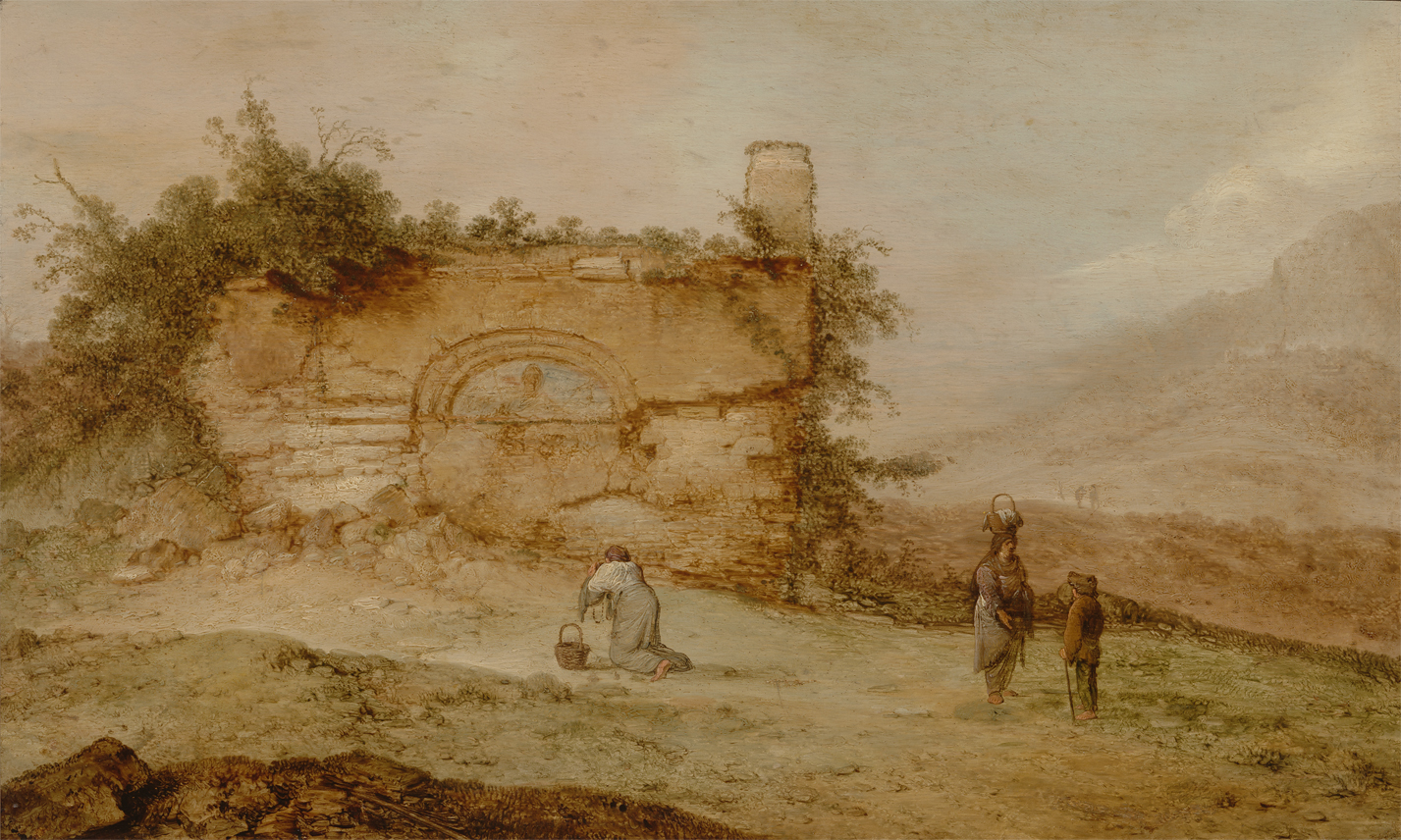
Zuidelijk landschap met figuren bij een ruïne, 1617–1680, Mauritshuis, Haga
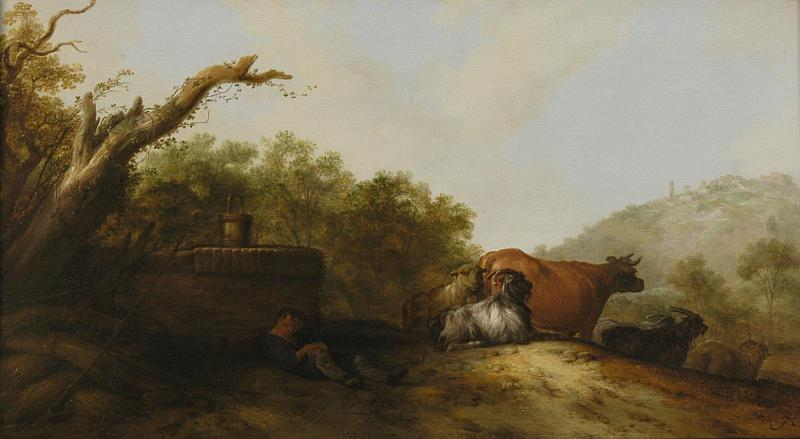
Landschap met slapende herder, 1650, Fries Museum, Leeuwarden
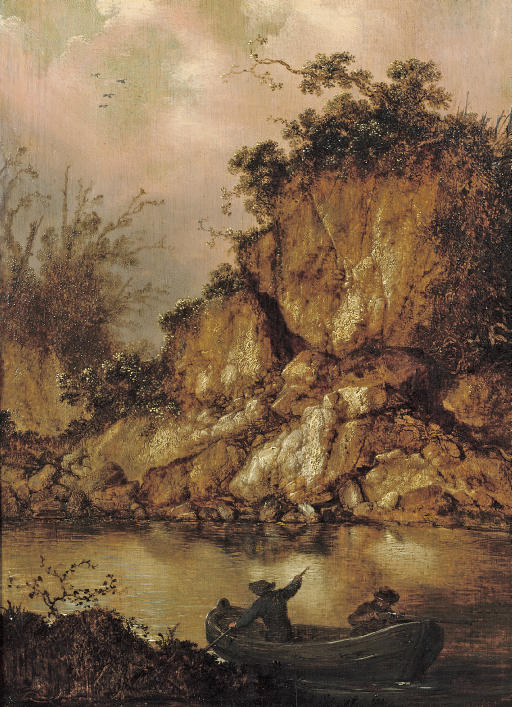
Twee jagers in een roeiboot, 1617–1680, kolekcja prywatna